# Luis Maidana
Luis María Maidana (Pan de Azúcar, 1934. február 22. –) uruguayi válogatott labdarúgókapus.
Az uruguayi válogatott tagjaként részt vett az 1962-es világbajnokságon.

## Sikerei, díjai
Peñarol
- Uruguayi bajnok (5): 1958, 1959, 1960, 1961, 1962
- Copa Libertadores (2): 1960, 1961
- Interkontinentális kupa (1): 1961